# Port des Tuileries
Ne doit pas être confondu avec Quai des Tuileries.
Le port des Tuileries est une voie située dans le quartier Saint-Germain-l'Auxerrois du 1er arrondissement de Paris, en France.

## Situation et accès
Situé entre le pont Royal et la rampe du pont de la Concorde, le port ne doit pas être confondu avec le quai des Tuileries qui le surplombe.

## Origine du nom
Il porte ce nom en raison du voisinage du quai des Tuileries.

## Historique

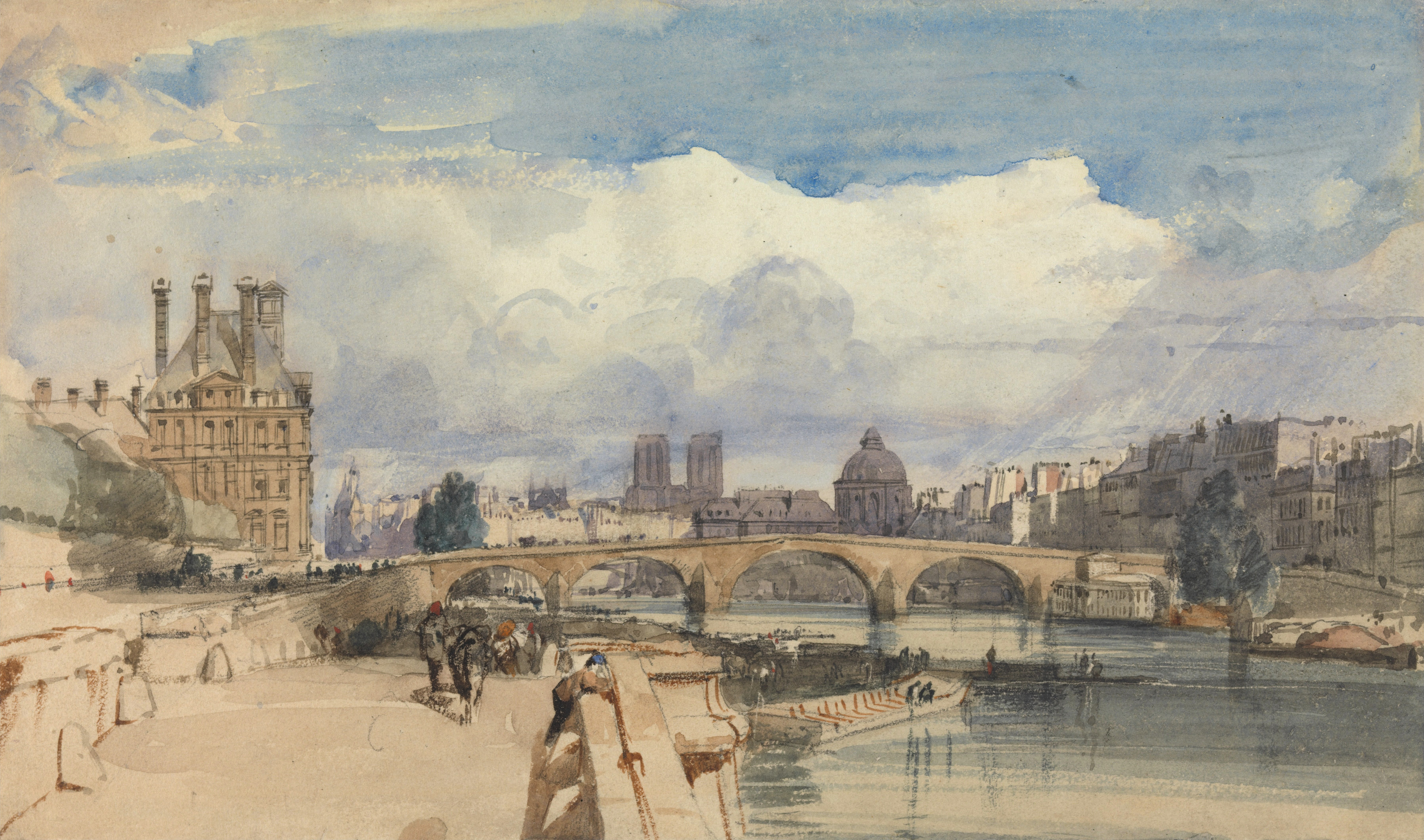
Le port des Tuileries et le pont Royal vers 1828.

Le port prend sa dénomination actuelle par un décret préfectoral du 18 juillet 1905.

## Bâtiments remarquables et lieux de mémoire
- Le port est un site d'amarrage permanent des péniches dans sa portion située à l'ouest de la passerelle Léopold-Sédar-Senghor.

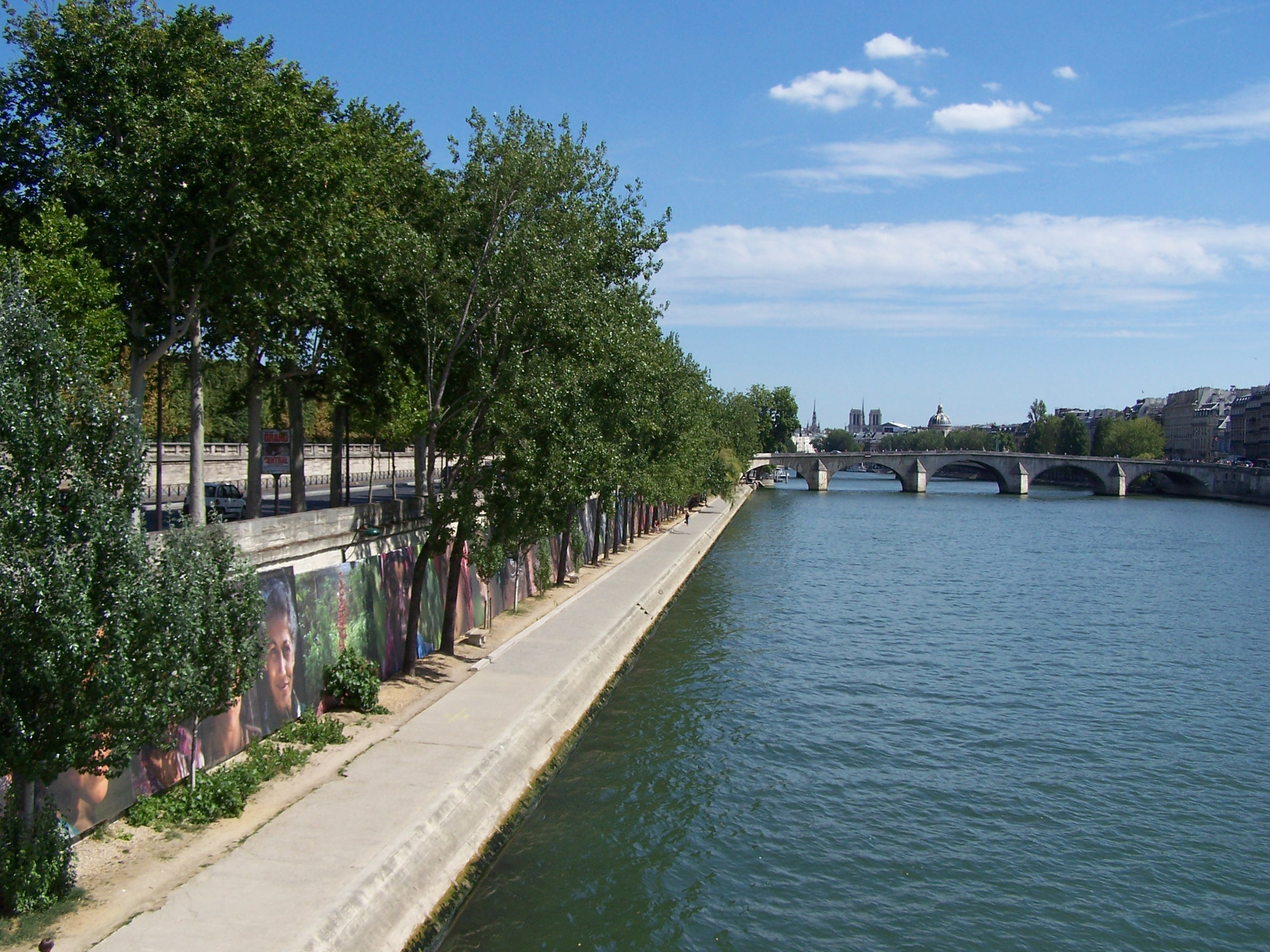
Vue du port vers l'est.
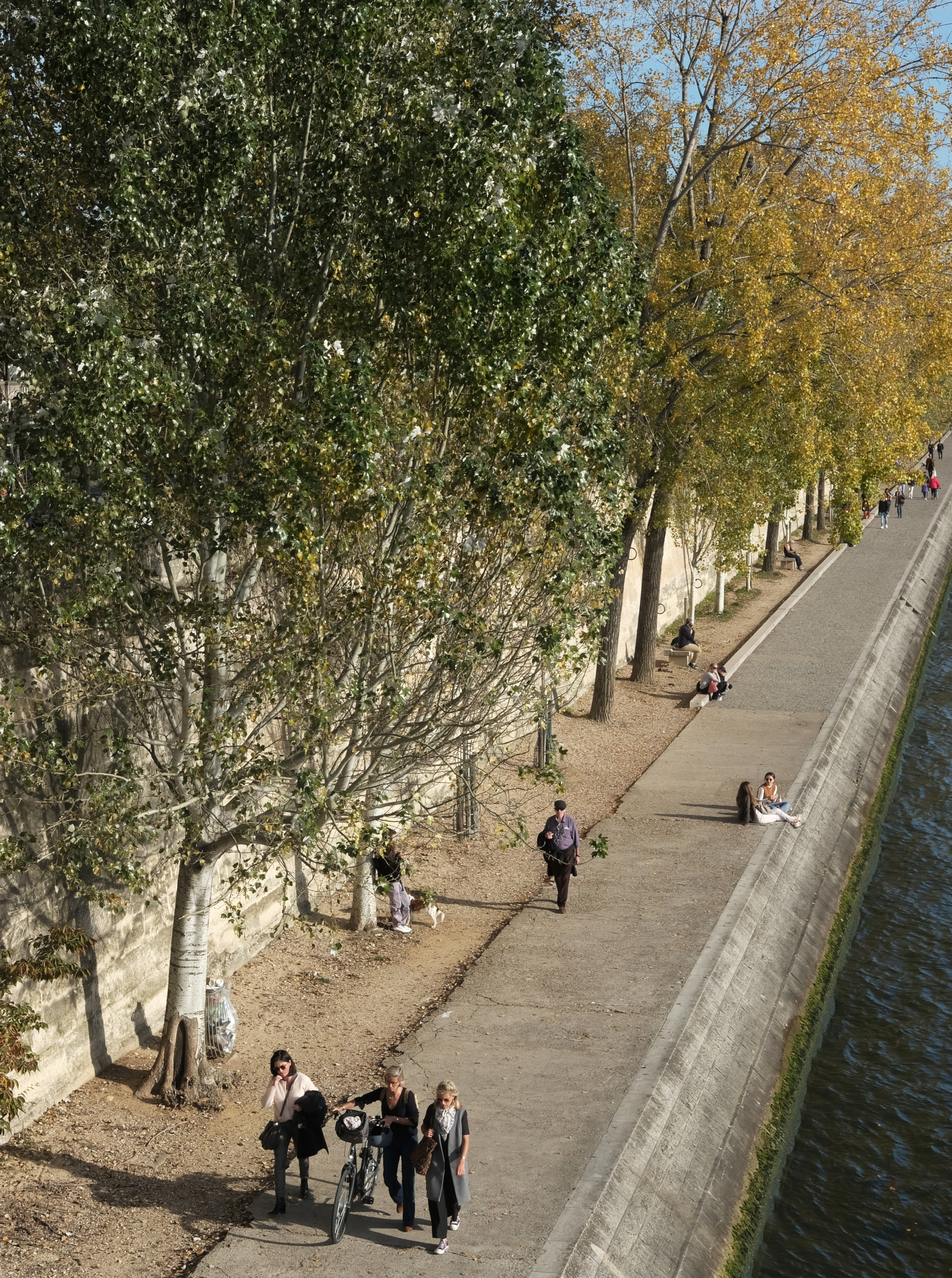
Port entre la passerelle Léopold-Sédar-Senghor et le pont Royal.
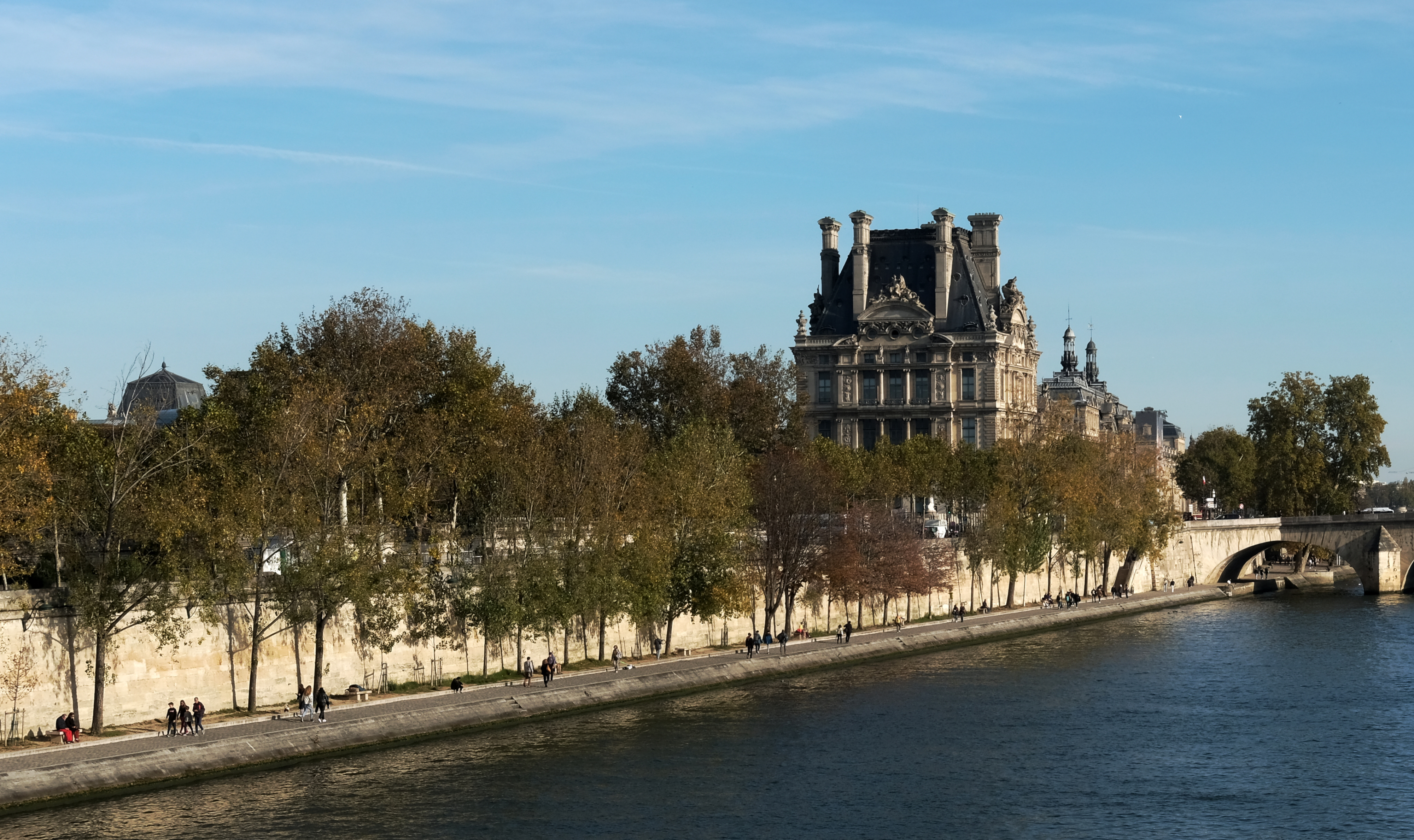
Le port des Tuileries avec le Louvre en arrière-plan.

## Pour approfondir